# Kriek

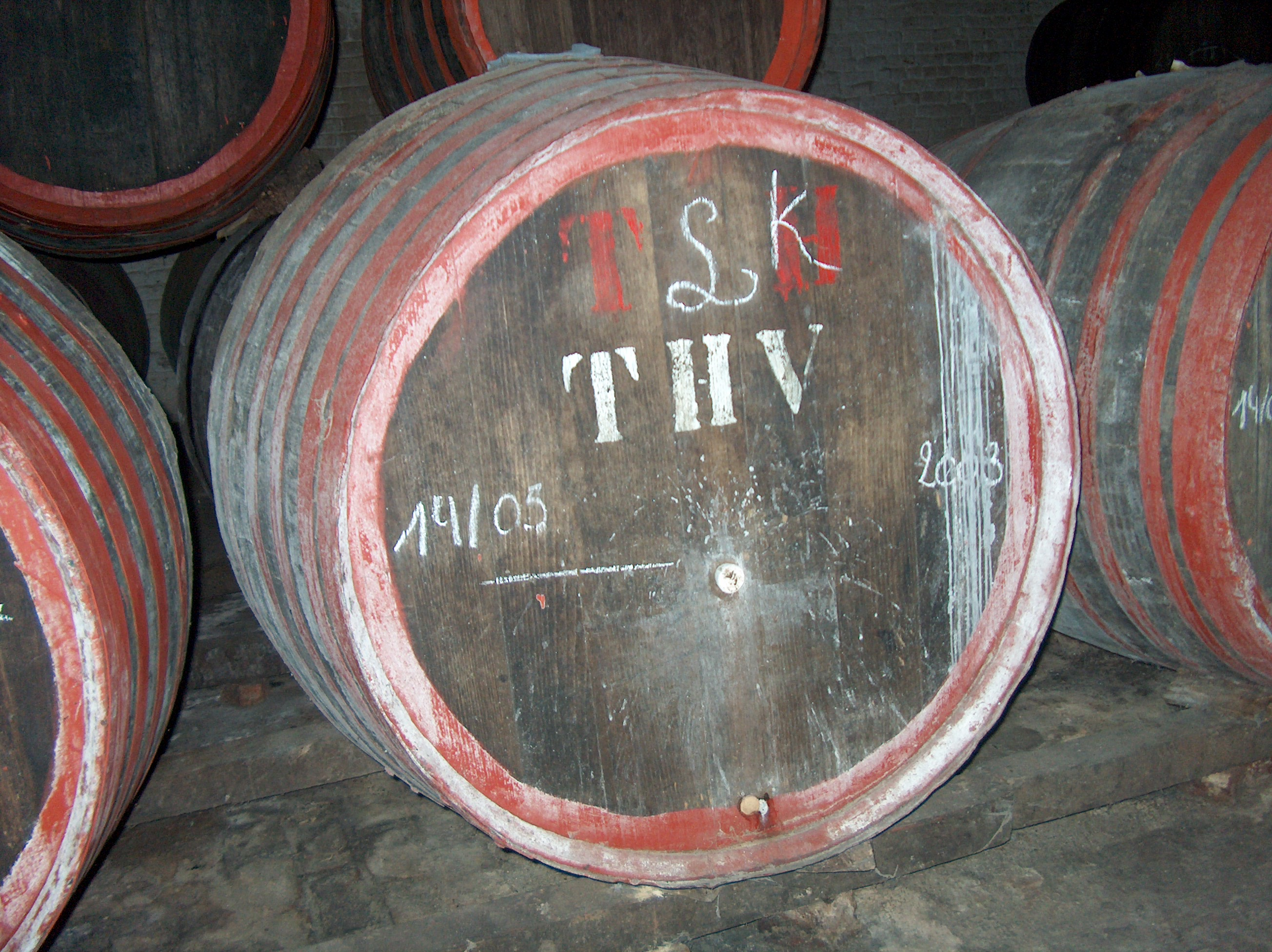
Barile di birra Kriek.

La kriek è un tipo di birra belga a cui viene aggiunto succo di ciliegia (15%). "Kriek" è una parola fiamminga che identifica una ciliegia piccola, scura e amara originaria di Schaarbeek. Poiché le ciliegie Schaarbeek sono diventate difficili da trovare, alcuni birrai hanno rimpiazzato, in parte o completamente, le kriek con altri tipi di ciliegie.
Tradizionalmente, le Kriek sono realizzate a partire da una base di lambic o di ale scura fiamminga (Flemish brown ale) a cui vengono aggiunte le ciliegie (con il nocciolo), ma non nel caso della Belgian Kriek a cui viene semplicemente addizionato succo di ciliegie.
Un lambic è una tipica birra belga dal sapore aspro, la cui fermentazione, spontanea, è attivata da un lievito presente nell'aria nella regione di Bruxelles.  Quando una kriek tradizionale viene realizzata a partire da una base di lambic, risulta molto aspra e molto secca. Le ciliegie vengono lasciate in infusione nella birra per diversi mesi, generando una rifermentazione dovuta agli zuccheri apportati dai frutti. Tipicamente la rifermentazione è completa e gli zuccheri vengono interamente "attenuati"; in questo modo si ottiene un aroma di frutta che non presenta dolcezza, unito ad un tono di mandorla amara dovuta ai noccioli. Dopo la rimozione dei frutti si ha un ulteriore processo di maturazione.
Più recentemente, alcuni produttori di lambic hanno iniziato ad aggiungere zucchero alle loro birre alla frutta, in modo da renderle meno impegnative e più accessibili ad un numero maggiore di consumatori. Inoltre alcuni usano sciroppo di ciliegia invece delle ciliegie intere e riducono il periodo di maturazione.
La Kriek è particolarmente popolare in Belgio e nei Paesi Bassi.
La Framboise/Frambozen è una birra belga simile alla Kriek, durante la cui fermentazione vengono aggiunti dei lamponi.
Liefmans produce una kriek non lambic secca e aspra a partire da una brown ale fiamminga; tuttavia viene rispettato il metodo tradizionale, utilizzando ciliegie intere e procedendo a due anni di maturazione. Negli anni novanta, Liefman ha introdotto lo stile Glühkriek, che è una birra kriek su base brown ale fiamminga speziata, con aggiunta di zucchero. Come per la Glühweins tedesca, da cui prende il nome, la Glühkriek è da servire calda.

## Esempi

### Lambic Kriek tradizionali
- Boon Kriek
- Brasserie Cantillon  Lambic Kriek
- Drie Fonteinen Kriek
- Girardin Kriek 1882
- Hanssens Lambic Kriek
- Oud Beersel Oude Kriek Vieille
- Timmerman  Lambic Kriek
- Uitzet Kriekenbier (Lambic)

### Lambic Kriek con aggiunta di zucchero
- Belle-Vue Lambic Kriek
- Chapeau Lambic Kriek
- Lindemans Lambic Kriek
- Mort Subite Lambic Kriek
- Timmermans Lambic Kriek
- St. Louis Lambic Kriek

### Brown Ale Kriek fiamminghe tradizionali
- De Ryck Kriek Fantastiek
- Liefmans Kriek
- Kasteel Kriek
- Verhaeghe Echte Kriekenbier
- De Ranke Kriek (flemish ale miscelata a lambic)

### Glühkriek
- Liefmans Glühkriek
- Unibroue Quelque Chose